# Aleksandra Stokłosa (piłkarka ręczna)
Aleksandra Stokłosa (ur. 16 kwietnia 1999 w Tarnowie) – polska piłkarka ręczna grająca w klubie Start Elbląg. 

## Kariera sportowa
W latach 2018–2019 grała w rumuńskim CS Universitatea Jolidon Kluż-Napoka. W 2016 powołana została do reprezentacji Polski.